# Världsmästerskapen i friidrott 1987
De andra världsmästerskapen i friidrott genomfördes 28 augusti – 6 september 1987 på Olympiastadion i Rom i Italien. I tävlingarna deltog 1 741 idrottare från 157 länder.

## Tävlingarna

### Världs- och Europarekord
Vid tävlingarna sattes 
- 2 världsrekord:
  - 100 m, herrar – Carl Lewis (9,93),  Förenta staterna
Ben Johnson från Kanada noterade 9,83 i finalen men fråntogs såväl världsrekord som guldmedalj efter att 1989 ha erkänt flerårigt dopningsbruk.
  - Höjdhopp, damer – Stefka Kostadinova (2,09),  Bulgarien

- ytterligare 4 Europarekord:
  - 400 m, herrar - Thomas Schönlebe (44,33),  Östtyskland
  - 400 m häck, herrar - Harald Schmid (47,48),  Västtyskland
  - 4 x 100 m, herrar -  Sovjetunionen (38,02)
  - 4 x 400 m, herrar –  Storbritannien (2.58,86)

Även i övrigt låg resultaten på hög nivå, med ytterligare 14 mästerskapsrekord bland herrarna och lika många bland damerna. Endast i sju herr- och fyra damgrenar stod sig mästerskapsrekorden från 1983 års världsmästerskap.

### Herrarnas höjdhopp
På herrarnas höjdhopp vann svensken Patrick Sjöberg på höjden 2,38 m. Samma höjd nådde även tvåan Igor Paklin och trean Gennadij Avdejenko, båda från Sovjetunionen.
Mellan dessa tre samt västtysken Dietmar Mögenburg utkämpades en hård kamp, där alla fyra klarade 2,35 (Paklin dock efter andra och Avdejenko efter tredje försöket). Sjöberg klarade 2,38 i första försöket, medan både Paklin och Avdejenko passerade höjden i sitt tredje och sista försök. Mögenburg hoppade inte på höjden utan stod över till 2,41. På 2,41 rev de fyra hopparna i alla sina tre försök.
Därmed vann Sjöberg tävlingen, med Paklin och Avdejenko som delade silvermedaljörer. De båda sovjetiska hopparna hade totalt lika många rivningar under finaltävlingen. I och med att guldet inte stod på spel gjordes ingen omhoppning, något som krävts innan Paklin kunde vinna inomhus-EM i höjd tidigare samma år – även då i kamp med Avdejenko.

## Medaljörer och resultat

### Herrar
| Gren               | Guld                                                        | Resultat      | Silver                                                                             | Resultat     | Brons                                                                 | Resultat   |
| 100 meter          | Carl Lewis, Förenta staterna                                | 9,93 (WR)     | Raymond Stewart, Jamaica                                                           | 10,08        | Linford Christie, Storbritannien                                      | 10,14      |
| 200 meter          | Calvin Smith, Förenta staterna                              | 20,16         | Gilles Quénéhervé, Frankrike                                                       | 20,16        | John Regis, Storbritannien                                            | 20,18      |
| 400 meter          | Thomas Schönlebe, Östtyskland                               | 44,33 (ER)    | Innocent Egbunike, Nigeria                                                         | 44,56        | Butch Reynolds, Förenta staterna                                      | 44,80      |
| 800 meter          | Billy Konchellah, Kenya                                     | 1.43,06 (CR)  | Peter Elliot, Storbritannien                                                       | 1.43,41      | José Luíz Barbosa, Brasilien                                          | 1.43,76    |
| 1 500 meter        | Abdi Bile, Somalia                                          | 3.36,80       | José Luís González, Spanien                                                        | 3.38,03      | Jim Spivey, Förenta staterna                                          | 3.38,82    |
| 5 000 meter        | Saïd Aouita, Marocko                                        | 13.26,44      | Domingos Castro, Portugal                                                          | 13.27,59     | Jack Buckner, Storbritannien                                          | 13.27,74   |
| 10 000 meter       | Paul Kipkoech, Kenya                                        | 27.38,63 (CR) | Francesco Panetta, Italien                                                         | 27.48,98     | Hansjörg Kunze, Östtyskland                                           | 27.50,37   |
| Maraton            | Douglas Wakiihuri, Kenya                                    | 2:11.48       | Ahmed Salah, Djibouti                                                              | 2:12.30      | Gelindo Bordin, Italien                                               | 2:12.40    |
| 110 meter häck     | Greg Foster, Förenta staterna                               | 13,21         | Jon Ridgeon, Storbritannien                                                        | 13,29        | Colin Jackson, Storbritannien                                         | 13,38      |
| 400 meter häck     | Edwin Moses, Förenta staterna                               | 47,46 (CR)    | Danny Harris, Förenta staterna                                                     | 47,48        | Harald Schmid, Västtyskland                                           | 47,48 (ER) |
| 3 000 meter hinder | Francesco Panetta, Italien                                  | 8.08,57 (CR)  | Hagen Melzer, Östtyskland                                                          | 8.10,32      | William van Dijck, Belgien                                            | 8.12,18    |
| 4 x 100 meter      | USA Lee McRae Lee McNeill Harvey Glance Carl Lewis          | 37,90         | Sovjetunionen Aleksandr Jevjenjev Viktor Brizjin Vladimir Muravjov Vladimir Krilov | 38,02 (ER)   | Jamaica John Mair Andrew Smith Clive Wright Raymond Stewart           | 38,41      |
| 4 x 400 meter      | USA Danny Everett Roddie Haley Antonio McKay Harry Reynolds | 2.57,29 (CR)  | Storbritannien Ainsley Bennett Kriss Akabussi Roger Black Philip Brown             | 2.58,86 (ER) | Kuba Leandro Peñalver Augustin Pavo Lazaro Martínez Roberto Hernández | 2.29,16    |
| 20 km gång         | Maurizio Damilano, Italien                                  | 1:20.45 (CR)  | Jozef Pribilinec, Tjeckoslovakien                                                  | 1:21.07      | José Marín, Spanien                                                   | 1:21.24    |
| 50 km gång         | Hartwig Gauder, Östtyskland                                 | 3:40.53 (CR)  | Ronald Weigel, Östtyskland                                                         | 3:41.30      | Vjatjeslav Ivanenko, Sovjetunionen                                    | 3:44.02    |
| Längdhopp          | Carl Lewis, Förenta staterna                                | 8,67 (CR)     | Robert Emmijan, Sovjetunionen                                                      | 8,53         | Larry Myricks, Förenta staterna                                       | 8,33       |
| Höjdhopp           | Patrik Sjöberg, Sverige                                     | 2,38 (CR)     | Igor Paklin, Sovjetunionen Hennadij Avdjejenko, Sovjetunionen                      | 2,38         | Ej utdelad                                                            | Ej utdelad |
| Tresteg            | Christo Markov, Bulgarien                                   | 17,92 (CR)    | Mike Conley, Förenta staterna                                                      | 17,67        | Oleg Sakirin, Sovjetunionen                                           | 17,43      |
| Stavhopp           | Sergej Bubka, Sovjetunionen                                 | 5,85 (CR)     | Thierry Vigneron, Frankrike                                                        | 5,80         | Rodion Gataullin, Sovjetunionen                                       | 5,80       |
| Kulstötning        | Werner Günthör, Schweiz                                     | 22,23 (CR)    | Alessandro Andrei, Italien                                                         | 21,88        | John Brenner, Förenta staterna                                        | 21,75      |
| Diskuskastning     | Jürgen Schult, Östtyskland                                  | 68,74 (CR)    | John Powell, Förenta staterna                                                      | 66,22        | Luis Delís, Kuba                                                      | 66,02      |
| Släggkastning      | Sergej Litvinov, Sovjetunionen                              | 83,06 (CR)    | Jüri Tamm, Sovjetunionen                                                           | 80,84        | Ralf Haber, Östtyskland                                               | 80,76      |
| Spjutkastning      | Seppo Räty, Finland                                         | 83,54 (CR)    | Viktor Jevsyukov, Sovjetunionen                                                    | 82,52        | Jan Železný, Tjeckoslovakien                                          | 82,20      |
| Tiokamp            | Torsten Voss, Östtyskland                                   | 8 680         | Siegfried Wentz, Västtyskland                                                      | 8 461        | Pavel Tamavetski, Sovjetunionen                                       | 8 375      |

### Damer
| Gren           | Guld                                                                                            | Resultat      | Silver                                                                                         | Resultat | Brons                                                                                   | Resultat |
| 100 meter      | Silke Möller, Östtyskland                                                                       | 10,90 (CR)    | Heike Drechsler, Östtyskland                                                                   | 11,00    | Merlene Ottey, Jamaica                                                                  | 11,04    |
| 200 meter      | Silke Möller, Östtyskland                                                                       | 21,74 (CR)    | Florence Griffith-Joyner, Förenta staterna                                                     | 21,96    | Merlene Ottey, Jamaica                                                                  | 22,06    |
| 400 meter      | Olga Vladikina-Brizgina, Sovjetunionen                                                          | 49,38         | Petra Müller-Schersing, Östtyskland                                                            | 49,94    | Kirsten Siemon-Emmelmann, Östtyskland                                                   | 50,20    |
| 800 meter      | Sigrun Wodars, Östtyskland                                                                      | 1.55,26       | Christine Wachtel, Östtyskland                                                                 | 1.55,32  | Ljubov Gurina, Sovjetunionen                                                            | 1.55,56  |
| 1 500 meter    | Tatjana Samolenko, Sovjetunionen                                                                | 3.58,56 (CR)  | Hildegard Körner, Östtyskland                                                                  | 3.58,67  | Doina Melinte, Rumänien                                                                 | 3.59,27  |
| 3 000 meter    | Tatjana Samolenko, Sovjetunionen                                                                | 8.38,73       | Maricica Puică, Rumänien                                                                       | 8.39,45  | Ulrike Bruns, Östtyskland                                                               | 8.40,30  |
| 10 000 meter   | Ingrid Kristiansen, Norge                                                                       | 31.05,85 (CR) | Jelena Zjupijeva, Sovjetunionen                                                                | 31.09,40 | Kathrin Ullrich, Östtyskland                                                            | 31.11,34 |
| Maraton        | Rosa Mota, Portugal                                                                             | 2:25.17 (CR)  | Zoja Ivanova, Sovjetunionen                                                                    | 2:32.38  | Jocelyn Villeton, Frankrike                                                             | 2:32.53  |
| 100 meter häck | Ginka Zagortjeva, Bulgarien                                                                     | 12,34 (CR)    | Gloria Uibel-Siebert, Östtyskland                                                              | 12,44    | Cornelia Oschkenat, Östtyskland                                                         | 12,46    |
| 400 meter häck | Sabine Busch, Östtyskland                                                                       | 53,62 (CR)    | Debbie Flintoff-King, Australien                                                               | 54,19    | Cornelia Feuerbach-Ullrich, Östtyskland                                                 | 54,31    |
| 4 x 100 meter  | USA Alice Brown Diane Williams Florence Griffith-Joyner Pam Marshall                            | 41,58 (CR)    | Östtyskland Silke Möller Cornelia Oschkenat Kerstin Behrendt Marlies Göhr                      | 41,95    | Sovjetunionen Irena Sljusar Natalia Pomosjtjnikova-Voronin Natalia German Olga Antonova | 42,33    |
| 4 x 400 meter  | Östtyskland Dagmar Rübsam-Neubauer Kirsten Siemon-Emmelmann Petra Müller-Schersing Sabine Busch | 3.18,63 (CR)  | Sovjetunionen Aelita Jurtjenko Olga Nazarova Maria Kultjunova-Pinigina Olga Vladikina-Brizgina | 3.19,50  | USA Diane Dixon Denaen Howard-Hill Valerie Brisco-Hooks Lillie Leatherwood              | 3.21,04  |
| 10 km gång     | Irina Strachova, Sovjetunionen                                                                  | 44.12 (CR)    | Kerry Saxby, Australien                                                                        | 44.23    | Hong Jan, Kina                                                                          | 44.42    |
| Höjdhopp       | Stefka Kostadinova, Bulgarien                                                                   | 2,09 (WR)     | Tamara Bykova, Sovjetunionen                                                                   | 2,04     | Susanne Beyer, Östtyskland                                                              | 1,99     |
| Längdhopp      | Jackie Joyner-Kersee, Förenta staterna                                                          | 7,36 (CR)     | Jelena Belevskaja, Sovjetunionen                                                               | 7,14     | Heike Drechsler, Östtyskland                                                            | 7,13     |
| Kulstötning    | Natalja Lisovskaja, Sovjetunionen                                                               | 21,24 (CR)    | Kathrin Neimke, Östtyskland                                                                    | 21,21    | Ines Müller, Östtyskland                                                                | 20,76    |
| Diskuskastning | Martina Hellmann, Östtyskland                                                                   | 71,62 (CR)    | Diana Gansky, Östtyskland                                                                      | 70,12    | Zvetanka Christova, Bulgarien                                                           | 68,82    |
| Spjutkastning  | Fatima Whitbread, Storbritannien                                                                | 76,64 (CR)    | Petra Felke, Östtyskland                                                                       | 71,76    | Beate Peters, Västtyskland                                                              | 68,82    |
| Sjukamp        | Jackie Joyner-Kersee, Förenta staterna                                                          | 7 128         | Larisa Nikitina, Sovjetunionen                                                                 | 6 564    | Jane Frederick, Förenta staterna                                                        | 6 502    |

## Förklaringar
- (WR) = Världsrekord
- (ER) = Europarekord
- (AmR) = Amerikanskt rekord
- (AsR) = Asiatiskt rekord
- (CR) = Mästerskapsrekord

## Medaljfördelning
| Medaljfördelning |                               |      |        |       |        |
| Plats            | Land                          | Guld | Silver | Brons | Totalt |
| 1                | Östtyskland                   | 10   | 12     | 10    | 32     |
| 2                | Förenta staterna              | 10   | 5      | 6     | 22     |
| 3                | Sovjetunionen                 | 6    | 9      | 7     | 22     |
| 4                | Bulgarien                     | 3    | -      | 1     | 4      |
| 5                | Kenya                         | 3    | -      | -     | 3      |
| 6                | Italien                       | 2    | 2      | 1     | 5      |
| 7                | Storbritannien och Nordirland | 1    | 3      | 4     | 8      |
| 8                | Portugal                      | 1    | 1      | -     | 2      |
| 9                | Finland                       | 1    | -      | -     | 1      |
|                  | Marocko                       | 1    | -      | -     | 1      |
|                  | Norge                         | 1    | -      | -     | 1      |
|                  | Sverige                       | 1    | -      | -     | 1      |
|                  | Schweiz                       | 1    | -      | -     | 1      |
|                  | Somalia                       | 1    | -      | -     | 1      |
| 15               | Frankrike                     | -    | 2      | 1     | 3      |
| 16               | Jamaica                       | -    | 1      | 3     | 4      |
| 17               | Västtyskland                  | -    | 1      | 2     | 3      |
| 18               | Rumänien                      | -    | 1      | 1     | 2      |
|                  | Spanien                       | -    | 1      | 1     | 2      |
|                  | Tjeckoslovakien               | -    | 1      | 1     | 2      |
| 21               | Australien                    | -    | 1      | -     | 1      |
|                  | Djibouti                      | -    | 1      | -     | 1      |
|                  | Nigeria                       | -    | 1      | -     | 1      |
| 24               | Kuba                          | -    | -      | 2     | 2      |
| 25               | Belgien                       | -    | -      | 1     | 1      |
|                  | Brasilien                     | -    | -      | 1     | 1      |